# Optique physiologique
Pour les articles homonymes, voir Optique (homonymie).
L’optique physiologique est un domaine couvrant l'application de l'optique à l’œil et son extension à la vision, situé au croisement entre l'optique en tant que domaine de la physique, de la psychophysique appliquée aux perceptions visuelles et de la médecine.

## Champ de l'optique physiologique
L'optique physiologique, définie comme la « science de la vision » fait appel à l'anatomie, pour la disposition matérielle de l'œil ; à la physiologie, pour son fonctionnement ; à la médecine, quant à ses maladies ; aux différentes spécialités de l'optique physique pour la propagation dans le globe oculaire des rayons lumineux ; à la chimie, pour l'étude des colorants et l'élucidation de la conversion de l'énergie lumineuse en influx nerveux ; à la psychologie expérimentale pour l'étude de l'appareil visuel globalement, et à la psychologie cognitive pour l'étude de son éducation, amenant les individus à la capacité de voir.

### L'œil comme dispositif optique
L'optique physiologique est la base de l'ophtalmique. Elle étudie l’œil comme un système optique réfractif, et en premier lieu sur les phénomènes optiques ayant lieu dans le système visuel même, qu'il soit emmétrope ou amétrope.
De multiples grandeurs et unités sont propres à l'optique physiologique, de manière à s'adapter à la vision, on y retrouve notamment l'acuité visuelle ou les mesures en dioptries, parfois utilisées en optique géométrique classique (où l'on préfère la mesure de la distance focale en millimètre).

### La vision
Dans le cadre de l'optique physiologique, la radiométrie se restreint, dans la photométrie, aux rayonnements électromagnétiques dans l'étroite plage perçue par l'œil humain. Elle détermine ainsi unités de mesure photométriques.
D'autre part, l'optique physiologique étudie cette perception, et s'étend à la colorimétrie, qui établit les correspondances entre les caractéristiques physiques du spectre lumineux et la perception des couleurs.
L'optique physiologique inclut la vision binoculaire, la perception de la profondeur, les propriétés de l'œil directeur.
Elle examine les limites de la vision du mouvement.

### Applications
Outre le domaine médical, dans lequel l'optique physiologique fournit les éléments de l'ophtalmologie, l'optique physiologique a des répercussions considérables dans le domaine de la communication visuelle.
Elle inclut les bases de la colorimétrie, qui débouche sur des applications en éclairage, et de façon plus spectaculaire, sur la photographie et l'imprimerie en couleurs et leurs modalités modernes.
Les études sur la persistance rétinienne, du domaine de l'optique physiologique, débouchent sur les améliorations du cinéma, la définition des conditions d'existence de la télévision, et se spécialisent dans les techniques de compression de débit de l'image animée numérique.
Ces applications industrielles financent de nombreuses recherches dans le domaine de la perception visuelle.

## Historique
Au XIXe siècle émerge la notion qu'il existe des rayonnements invisibles qui obéissent aux mêmes lois que la lumière. L'étude de l'optique se divise entre optique physique et optique physiologique, la première s'occupant du rayonnement, visible ou non, de sa propagation, de sa mesure, et la seconde de la perception visuelle que ces rayonnements induisent.
Hermann von Helmholtz publia son ouvrage célèbre, Optique physiologique, de 1856 à 1866, traduite en français par Javal dès 1867. La rivalité et les polémiques entre les écoles de Helmholtz et de Ewald Hering marque la fin du XIXe siècle et le début du suivant, qu'il s'agisse de la perception de l'espace, de l'organisation nerveuse de la rétine pour la perception des couleurs, ou, plus généralement, du rôle de l'apprentissage et de l'expérience dans la vision. Les rééditions de l'Optique physiologique de Helmholtz, augmentées d'articles de ses continuateurs, se succèdent jusqu'en 1911, tandis que Tscherning publie en 1898 sous le même titre ses cours à la Sorbonne.
Dans la deuxième moitié du XXe siècle, les méthodes issues de la psychologie de la forme, des sciences cognitives et des neurosciences poursuivent l'explication de la perception.

## Modèles de l’œil
L’œil est un système optique complexe de par ses dioptres nombreux et sa complexité. De manière à le modéliser, plusieurs simplifications ont été réalisées dans le cadre des études en optique physiologique :
- l’œil réduit simple ;
- l’œil réduit classique ;
- l’œil réduit complet.

## Modèles de la vision
La conversion des rayons lumineux en influx nerveux, et le traitement de celui-ci par l'appareil visuel sont encore plus complexe que l'optique géométrique appliquée à l'œil, et ont fait, depuis Helmholtz, l'objet d'une très grande part des recherches.